# Список комнатных растений
В списке представлены комнатные растения — растения, введённые в культуру в качестве декоративных, пригодных для выращивания в жилище и озеленения интерьеров.
Комнатные растения по своим декоративным свойствам обычно делятся на три обширные группы. Растения из первых двух — декоративнолистные комнатные растения и декоративноцветущие комнатные растения — не теряют декоративности в течение всего года. Третья группа — декоративноцветущие горшочные растения — сезонная, представлена растениями, привлекательными только в период цветения.
Помимо этого, среди комнатных растений выделяют отдельные группы орхидей, бромелиевых, кактусов и суккулентных растений, пальм, папоротников, луковичных, а также плодоносящих растений. Такое подразделение диктуется как особыми декоративными качествами данных растений, обусловленными их внешним видом, так и специфическими требованиями к условиям содержания в каждой из групп.

## Декоративнолистные комнатные растения
В эту группу комнатных растений относят растения, выращиваемые ради красивых листьев или из-за общего привлекательного вида. Листья могут быть не только зелёными, но и разнообразной пёстрой окраски, различной формы, с цельной или рассечённой листовой пластиной, с глянцевой, бархатистой или опушённой поверхностью и т. п. Некоторые растения, традиционно относимые к декоративнолистным, красиво цветут в домашних условиях, и поэтому включаются также в группу декоративноцветущих комнатных растений. Однако у большинства представителей этой группы растений цветение не представляет особого интереса или не наступает при содержании в комнатных условиях.
| Род                          | Виды (сорта)                                                                                                | Фото                               | Декоративные качества |
| ---------------------------- | --- | ---------------------------------- | --- |
| Аглаонема (Aglaonema)        | А. скромная А. расписная А. переменчивая* А. блестящая и некоторые другие (имеются разнообразные сорта)     |                                    | Аглаонемы выращивают ради крупных, собранных в розетку продолговато-ланцетных листьев различной окраски: с серебристыми, белыми, кремовыми или розовато-пурпурными пятнами (у выведенных сортов) различной формы, иногда образующими сложный узор. |
| Аир (Acorus)                 | А. злаковидный* (в культуре — выведенные формы)                                                             |                                    | В качестве комнатного растения выращивают только пестролистную форму аира злаковидного. Растения образуют плотные розетки с веерообразно расходящимися тонкими листьями; они служат хорошим фоном для цветущих растений в декоративных композициях. |
| Акалифа (Acalypha)           | А. Уилкса* (выведены сорта)                                                                                 |                                    | Акалифа Уилкса примечательна медноокрашенными пятнистыми молодыми листьями. В культуре известны разновидности и сорта с иной окраской листьев: зелёные с белой каймой (ф. Годсеффа), мозаичные красно-оранжево-бронзовые (ф. мозаичная), оливково-коричневые с розоватой каймой (ф. окаймлённая) и другие. Акалифа щетинистоволосистая выращивается как декоративноцветущее растение (см.). |
| Алоказия (Alocasia)          | А. Сандера А. амазонская и некоторые другие (имеются сорта)                                                 |                                    | Алоказии декоративны своими крупными щитовидными листьями на длинных черешках с выраженными жилками; у некоторых видов они светлоокрашенные, почти белые, создающие контраст с тёмно-зелёным цветом листа, что придаёт растениям запоминающийся облик. |
| Антуриум (Anthurium)         | А. хрустальный А. белонервный и некоторые другие                                                            |                                    | Из обширного рода антуриум более известны красивоцветущие антуриум Шерцера и антуриум Андре (см.), однако в комнатном цветоводстве встречаются другие виды, привлекательные своими крупными щитовидными листьями с узором из белых жилок. |
| Араукария (Araucaria)        | А. разнолистная А. узколистная                                                                              |                                    | Два вида вечнозелёных хвойных деревьев из рода араукария культивируются как комнатные растения. Араукария разнолистная примечательна габитусом, характерным для хвойных деревьев (подавляющее большинство которых не переносит условий содержания в жилище); за это её прозвали «комнатной елью». Араукария узколистная отличается от большинства хвойных деревьев, но не менее декоративна. |
| Арундинария (Arundinaria)    | А. блестящая А. пёстрая А. Мюриэл                                                                           |                                    | Крупные арундинарию блестящую и арундинарию Мюриэл, своим видом напоминающие бамбук, выращивают в качестве эффектных одиночных кадочных растений для просторных помещений. Арундинария пёстрая меньше размерами и представляет интерес кремово-зелёной окраской листвы. |
| Аспарагус (Asparagus)        | А. перистый А. спаржевидный А. серповидный А. густоцветковый и некоторые другие (выведены культурные формы) |                                    | Для аспарагусов характерны многочисленные изящные побеги с шиловидными кладодиями (видоизменёнными стеблями), образующими ажурный рисунок. Высокодекоративные растения; нередко формируют раскидистый куст с поникающими ветвями, выращиваются как ампельные растения в подвесных корзинах. |
| Аспидистра (Aspidistra)      | А. высокая (выведены культурные формы)                                                                      |                                    | В комнатном цветоводстве известен один вид рода. Аспидистра высокая образует розетки из глянцевых тёмно-зелёных, широколанцетных, продолговатых, довольно крупных листьев на длинных черешках. Известны формы с кремово-зелёной окраской листьев. |
| Аукуба (Aucuba)              | А. японская (имеются сорта)                                                                                 |                                    | Культивируется один вид рода. Аукуба японская представляет собой густо облиственный кустарник с глянцевито-кожистыми эллиптическими листьями. В комнатной культуре известны преимущественно высокодекоративные сорта и формы с пёстрой окраской листвы с жёлтыми пятнами различной формы и площади, до почти полностью жёлтой окраски листовой пластины. |
| Афеландра (Aphelandra)       | А. оттопыренная (имеются сорта)                                                                             |                                    | Из нескольких видов афеландры, культивируемых в комнатных условиях ради цветения (см.), к декоративнолистным относят афеландру оттопыренную, поскольку у неё, помимо соцветий с золотистыми прицветниками, красочные листья с ярким рисунком из серебристо-кремовых жилок. В культуре в основном выведенные сорта, отличающиеся размерами, оттенками окраски и интенсивностью жилок, а также окраской прицветников. |
| Банан (Musa)                 | Б. бархатистый Б. ярко-красный Б. Манна Б. карликовый (имеются сорта)                                       |                                    | Представители рода банан — традиционные оранжерейные растения, но несколько относительно компактных видов в молодом возрасте можно выращивать в комнатах в горшках или кадках. Бананы отличаются крупными эффектными бархатистыми листьями, у некоторых видов и сортов они иногда двуцветные. Бананы также относят к декоративноцветущим растениям (см.) |
| Бегония (Begonia)            | Б. королевская (в культуре — сорта и гибриды) Б. краснолистная Б. Мэсона Б. Бауэра* (и многие другие)       |                                    | Бегонии — одни из самых популярных комнатных растений. Чаще культивируют красивоцветущие бегонии (см.), но в комнатном цветоводстве популярны другие представители обширного рода бегония, выращиваемые ради листьев. Прежде всего это разнообразные сорта и гибриды б. королевской. Облик лиственных бегоний чрезвычайно разнообразен: это могут быть растения с крупными или мелкими асимметричными листьями, звездообразными или овальными, бархатисто-матовыми или глянцевыми, которые украшены серебристыми, бронзовыми, красными или почти чёрными пятнами различной формы, нередко образующими сложный рисунок. |
| Бересклет (Euonymus)         | Б. японский (выведены сорта)                                                                                |                                    | В комнатной культуре известны преимущественно пестролистные формы бересклета японского с кремовой, жёлтой или белой окраской по краю или в средней части листа. Б. японский — кустарник с густой кроной; при выращивании в горшках или кадках растениям иногда придают штамбовую форму. Б. японский пригоден для выращивания в технике бонсай. |
| Бертолония (Bertolonia)      | Б. пятнистая                                                                                                |                                    | Бертолонии привлекательны тёмно-зелёными опушёнными листьями с белой центральной жилкой или рисунком из светлых пятен. В комнатном цветоводстве используют в закрытых террариумных цветочных композициях или «зелёных окнах». |
| Бовиэя (Bowiea)              | Б. вьющаяся                                                                                                 |                                    | Бовея вьющаяся выглядит необычно: из луковицы, лежащей на земле, развивается ветвистый безлистный стебель с требующими опоры слабыми побегами, образующими тонкий ажурный рисунок. |
| Бокарнея (Beaucarnea)        | Б. отогнутая                                                                                                |                                    | У взрослых экземпляров б. отогнутой кора грубая и сморщенная (за что растение получило обиходное название «слоновая нога»), но у молодых экземпляров ствол похож на зеленоватую луковицу. Из верхушки растут длинные ремневидные листья, придающие бокарнее изящный облик. Взрослые крупные экземпляры используются в интерьерах в качестве одиночного фокусного растения. |
| Брейния (Breynia)            | Б. двурядная (выведены культурные формы)                                                                    |                                    | Брейния двурядная в горшечной культуре формирует небольшой изящный куст. Растение ценится за пёструю окраску листьев с мраморно-белыми пятнами; молодые листья нередко окрашены в розовый цвет. Выведено несколько культурных форм. |
| Будра (Glechoma)             | Б. плющевидная (культурные формы)                                                                           |                                    | В комнатных условиях выращивают пестролистную форму будры плющевидной, которая обычно используется в качестве ампельного растения или почвопокровного в цветочных композициях в зимних садах. |
| Венерина мухоловка (Dionaea) | Венерина мухоловка                                                                                          |                                    | Насекомоядное растение, образующее розетки необычных листьев из двух створок, способных складываться, с реснитчатыми краями. В комнатных условиях выращивается, как правило, в цветочных композициях в террариумах. |
| Геликония (Heliconia)        | Г. Бихай Г. металлическая Г. узкая Г. индийская (и некоторые другие)                                        |                                    | У геликоний красочное цветение, из-за которого растения культивируют в оранжереях. При содержании в комнатных условиях растения обычно не цветут, однако некоторые виды геликонии выращивают ради привлекательных листьев: они крупные, продолговатые, с контрастными жилками (г. металлическая) или с розоватой окраской листьев (г. индийская). |
| Гемиграфис (Hemigraphis)     | Г. чередующийся* Г. широковыемчатый                                                                         |                                    | Два вида гемиграфиса, известных в комнатном цветоводстве, — стелющиеся растения, быстро образующие ковёр из цветных листьев. У г. чередующегося они преимущественно серебристо-зелёные с лиловым оттенком, при ярком освещении становятся пурпурными с металлическим отблеском; у г. широковыемчатого листья тёмные фиолетово-зелёные. Гемиграфисы выращивают как почвопокровное в зимних садах или как ампельное. |
| Геогенантус (Geogenanthus)   | Г. Пёппига                                                                                                  |                                    | Г. Пёппига отличается необычными округлыми поперечно-волнистыми листьями, дополненными рисунком из контрастных продольных жилок. Растения образуют небольшой слабо ветвящийся компактный куст, что позволяет использовать их в композициях в «цветочных окнах» или террариумах. |
| Гинура (Gynura)              | Г. золотистая                                                                                               |                                    | Побеги и тёмно-зелёные листья г. золотистой густо покрыты пурпурными волосками, придающими растению необычный вид. Растения стелющиеся, хорошо развивающиеся в ампелях. |
| Гипоэстес (Hypoestes)        | Г. листоколосый Г. кроваво-красный (выведены сорта)                                                         |                                    | Гипоэстесы привлекательны пёстрой окраской листьев: у г. кроваво-красного они имеют пурпурно-красные жилки и пятна, у г. листоколосого листья с белыми крапинками. В комнатном цветоводстве известны преимущественно выведенные формы и сорта двух упомянутых видов с цветовой гаммой пятен на листьях от белых и кремово-розовых тонов до ярко-красных. Гипоэстесы при регулярной прищипке формируют пышный куст небольших размеров. |
| Гревиллея (Grevillea)        | Г. мощная                                                                                                   |                                    | В комнатах выращивают один вид обширного рода гревиллея. Г. мощная отличается изящными листьями, дважды перистыми, напоминающими ваи некоторых папоротников. Г. мощная даже в молодом возрасте требует много места; используется как одиночное фокусное растение в интерьерах. |
| Дарлингтония (Darlingtonia)  | Д. калифорнийская                                                                                           |                                    | Дарлингтония калифорнийская — насекомоядное растение, у которого верхняя часть листа образует ловушку для насекомых; листья по очертаниям напоминают кобру с раскрытым капюшоном, готовую к атаке. Исключительная внешность позволила называть дарлингтонию «одним из самых странных растений в мире». |
| Диффенбахия (Dieffenbachia)  | Д. Сегуина (в культуре преимущественно выведенные сорта и гибриды) Д. Эрстеда (и некоторые другие)          |                                    | Диффенбахии — одни из самых популярных комнатных растений; их выращивают из-за привлекательных листьев с яркой окраской и рисунком. Выведено множество сортов с пятнами, штрихами или крапинами белой, кремовой или светло-зелёной расцветки, различными по площади и расположению на листьях, которые нередко образуют сложный орнамент. Диффенбахии — крупные растения, взрослые экземпляры используются как фокусные в интерьерах; есть компактные сорта, пригодные для цветочных композиций. |
| Драцена (Dracaena)           | Д. окаймлённая Д. душистая Д. отогнутая Д. Брауна (и некоторые другие; выведены многочисленные сорта)       |                                    | Драцены также относят к самым популярным комнатным растениям. Используются в интерьерах преимущественно как одиночные; в горшечной культуре драцены нередко напоминают пальмы в миниатюре — из-за оголённого в большей части стебля и пучка листьев на верхушке. Помимо этого, драцены примечательны узкими, изящно поникающими листьями без черешков. Существует множество сортов и форм с различной расцветкой листьев: с полосами или каймой жёлтого, белого, светло-зелёного или красного цветов. |
| Жакаранда (Jacaranda)        | Ж. мимозолистная                                                                                            |                                    | Ж. мимозолистная в условиях оранжереи способна красиво цвести, но в комнатах её выращивают ради ажурных листьев, разделённых на множество мелких листочков. Растение крупное и быстро растущее; в жилых помещениях содержат только молодые экземпляры, которые используются как фокусные. |
| Замиокулькас (Zamioculcas)   | З. замиелистный                                                                                             |                                    | З. замиелистный образует розетки прямостоячих листьев, разделённых на глянцевые листочки. Крупные экземпляры декоративны при одиночном размещении, небольшие — пригодны для цветочных композиций. |
| Ирезине (Iresine)            | И. Хербста И. Линдена (имеются сорта)                                                                       |                                    | Два вида ирезины, встречающихся в комнатном садоводстве, примечательны тёмно-пурпурными листьями. Растения небольшие, травянистые, пышно кустятся. Используются для создания бордюров или ковров из красочных листьев в зимних садах; пригодны для цветочных композиций. Наиболее декоративны молодые экземпляры. Выведены сорта с разнообразными размерами или окраской листьев. |
| Каладиум (Caladium)          | К. двуцветный К. Гумбольдта К. картинный (в культуре преимущественно сорта и гибриды)                       |                                    | У каладиумов яркоокрашенные крупные и тонкие стреловидные или сердцевидные листья, растущие из клубня. Выведено множество сортов и гибридов, разнообразные по цветовой гамме, размерам листьев и рисунку: от почти белых с зелёными жилками до почти полностью розовых или красных, с окрашенными в другой цвет жилками, каймой, пятнами, или без них. Каладиумы, в отличие от других декоративнолистных растений, имеют полный период покоя в безлистном состоянии. |
| Калатея (Calathea)           | К. украшенная К. полосатая К. Макоя К. ланцетолистная (и некоторые другие; имеются сорта)                   |                                    | Калатеи выращивают ради необычных листьев: перистые жилки и пятна вдоль них различных оттенков зелёного с привнесением белого, серебристого, розового, кремового или жёлтого тонов нередко образуют сложный и красочный узор; изнанка листьев — пурпурных оттенков. Растения травянистые, некрупные; используются в цветочных композициях, выращиваются в террариумах или зимних садах. |
| Каллизия (Callisia)          | К. изящная К. душистая К. ползучая (и некоторые другие)                                                     |                                    | Облик культивируемых в комнатных условиях каллизий различен: это могут быть стелющиеся растения с мелкими или средних размеров листьями (к. ползучая, к. изящная) или растения, образующие розетку сочных длинных листьев (к. душистая). У к. изящной листья пёстрые. Стелющиеся каллизии используют как почвопокровные в зимних садах или ампельные в комнатах; К. душистая пригодна для цветочных композиций. |
| Камнеломка (Saxifraga)       | К. плетеносная                                                                                              |                                    | Камнеломка плетеносная — широко распространённое комнатное растение. Образует розетки округлых листьев с заметными жилками и щетинистыми волосками, а также многочисленные плетистые побеги-столоны, на концах которых формируются дочерние растения. При выращивании в ампелях плети повисают, что создаёт особый декоративный эффект. Используется также как почвопокровное в зимних садах. Известен сорт 'Tricolor' с пёстрой окраской листьев. |
| Кипарис (Cupressus)          | К. крупноплодный К. кашмирский (в культуре преимущественно сорта и формы)                                   |                                    | Два вида из рода кипарис выращивают в комнатах. У к. крупноплодного имеются сорта с золотистым оттенком хвои и стройным пирамидальным силуэтом; у к. кашмирского известна плакучая форма. Кипарисы используются в групповых цветочных композициях как фоновые. Пригоден для формирования бонсай. |
| Кипарисовик (Chamaecyparis)  | К. горохоплодный (в культуре преимущественно сорта и формы)                                                 |                                    | К. горохоплодный — хвойное растение; в горшечной культуре встречаются преимущественно компактные сорта. Как и кипарисы, используются в качестве фонового растения в композициях; также выращиваются в технике бонсай. |
| Клейера (Cleyera)            | К. японская                                                                                                 |                                    | В качестве комнатного растения отмечается пестролистная форма к. японской. Это некрупный кустарник с глянцевыми листьями, по краям которых — кремово-жёлтая кайма; молодые листья с красноватым оттенком. Хорошо поддаётся формированию кроны. |
| Клюзия (Clusia)              | К. розовая (имеются сорта)                                                                                  |                                    | К. розовая — медленно растущее дерево; в горшечной культуре внешне напоминает фикусы; используется в интерьерах как фокусное растение. Выведены пестролистные формы. |
| Кодиеум (Codiaeum)           | К. пёстрый (в культуре преимущественно сорта и формы)                                                       |                                    | К. пёстрый — одно из распространённых комнатных растений, снискавшее популярность разнообразием сортов с широкой гаммой окрасок и форм листьев: они могут быть овально-лопастные, вильчатые, лентовидные, скрученные. Окраска варьирует от кремово-белой до почти чёрной, включая различные оттенки жёлтого, розового, красного, зелёного, пурпурного тонов; она может быть равномерной или в виде красочных пятен. Рослые сорта с крупными листьями — эффектные фокусные растения. |
| Кокколоба (Coccoloba)        | К. ягодоносная                                                                                              |                                    | К. ягодоносную в комнатных условиях культивируют в кадках ради крупных округлых жёстких листьев оливково-зелёной окраски с выраженным рисунком жилок. Выращивают в зимних садах или как одиночное в интерьерах. |
| Колеус (Coleus)              | → см. Соленостемон (Solenostemon).                                                                          | → см. Соленостемон (Solenostemon). | → см. Соленостемон (Solenostemon). |
| Кордилина (Cordyline)        | К. кустарниковая К. австралийская К. прямая (имеются сорта)                                                 |                                    | К. австралийская и к. прямая похожи на драцены, и их также называют «ложными пальмами» за отдалённое сходство с пальмами настоящими. У них узкие ремневидные листья без черешков. У к. кустарниковой листья с черешками и заметно шире; в культуре встречаются преимущественно сорта с разнообразной окраской листьев. К. кустарниковая — компактное растение, используемое в композициях. Разросшиеся экземпляры к. австралийской и к. прямой используют как одиночные растения. |
| Крестовник (Senecio)         | К. крупноязычковый                                                                                          |                                    | К. крупноязычковый напоминает плющ обыкновенный: это стелющееся или лазящее растение с дольчатыми листьями. Более распространена пестролистная форма. Растения образуют длинные плети, их выращивают как ампельные. Некоторые другие представители обширного рода крестовник, известные в комнатной культуре — суккулентные или декоративноцветущие растения (см.). |
| Ктенанта (Ctenanthe)         | К. Оппенгейма К. Бурле-Маркса К. сжатая (и некоторые другие; имеются сорта)                                 |                                    | Ктенанты — травянистые растения, образующее розетки продолговатых листьев с орнаментом из пятен вдоль жилок; изнанка листьев темноокрашенная, пурпурных тонов. У некоторых исходных видов листья зелёные, но культуре распространены пестролистные формы. Используются в цветочных композициях. |

- Лавр
- Ледебурия
- Леея
- Маранта
- Мирт
- Монстера
- Мюленбекия
- Нандина
- Непентес
- Нертера
- Оплисменус
- Осока
- Офиопогон
- Палисота
- Панданус
- Паслён
- Пахира
- Пеллиония
- Пеперомия
- Перец
- Пизония
- Пилея
- Плектрантус
- Плющ
- Погонатерум
- Полисциас
- Псевдоэрантемум
- Радермахера
- Рео
- Родея
- Розмарин
- Руэллия
- Саговник поникающий (Цикас)
- Сансевиерия
- Сауроматум (Арум)
- Селагинелла
- Сеткрезия
- Сидерасис
- Сингониум
- Солейролия
- Спатифиллюм
- Строманта
- Сциндапсус
- Тетрастигма
- Традесканция
- Фатсия
- Фатсхедера
- Фикус
- Фикус каучуконосный (эластичный)
- Филодендрон
- Фиттония
- Хлорофитум
- Хойя (восковой плющ)
- Цианотис
- Циперус
- Циссус
- Шеффлера
- Энцефаляртос
- Эпипремнум
- Эписция

## Декоративноцветущие комнатные растения

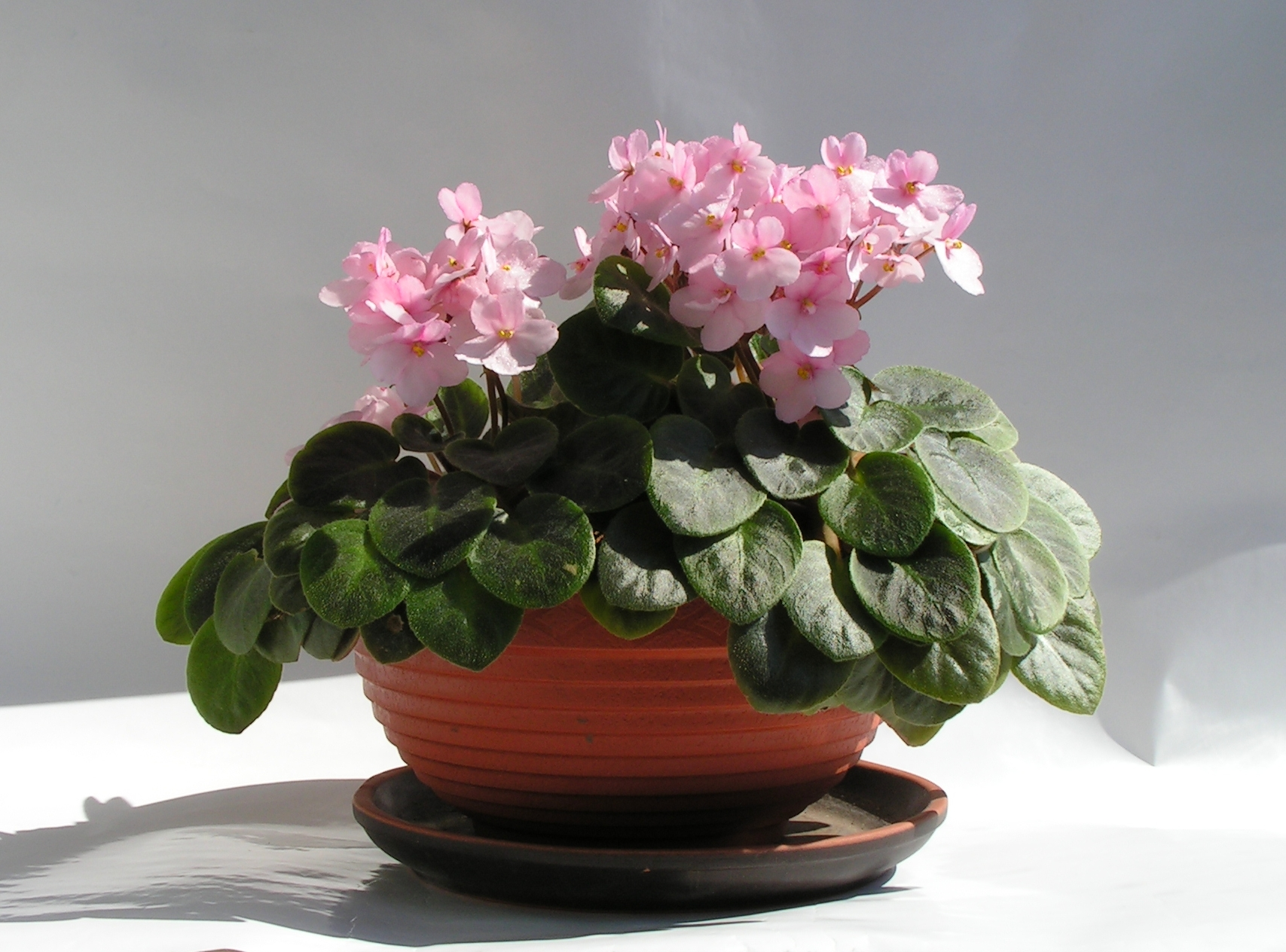
Сенполия

- Абутилон (комнатный клён)
- Агапантус
- Азалия
- Алламанда
- Амариллис
- Афеландра
- Ахименес (волшебный цветок)
- Бегония
- Белопероне
- Броваллия
- Брунфельсия
- Бувардия
- Бугенвилия
- Валлота (Циртантус)
- Вельтгеймия
- Гардения
- Гемантус
- Гербера
- Гибискус
- Гименокаллис
- Гипоцирта
- Гиппеаструм
- Глоксиния (Синнингия)
- Глориоза
- Гортензия
- Гофмания
- Дурман (Датура)
- Жасмин
- Зефирантес
- Иксора
- Импатиенс (бальзамин)
- Калина
- Калла (Зантедеския)
- Каллистемон
- Кальцеолярия
- Камелия
- Катарантус
- Клеродендрум
- Кливия
- Колерия
- Колокольчик
- Колумнея
- Кринум
- Кроссандра
- Куфея
- Лантана
- Лириопе
- Мандевилла (Дипладения)
- Мединилла
- Муррайя
- Нематантус
- Нерине
- Олеандр
- Пассифлора (страстоцвет)
- Пахистахис
- Педилантус
- Пеларгония
- Пентас
- Плюмбаго (свинчатка)
- Примула
- Рейхстейнерия
- Санхеция
- Сенполия (узамбарская фиалка)
- Смитианта
- Спармания (комнатная липа)
- Спрекелия
- Стефанотис
- Стрелитция
- Стрептокарпус
- Стробилянт
- Тунбергия
- Фиалка
- Фуксия
- Хебе
- Цикламен (дряква)
- Экзакум
- Эсхинантус
- Эухарис
- Якобиния

## Другие группы

### Папоротники

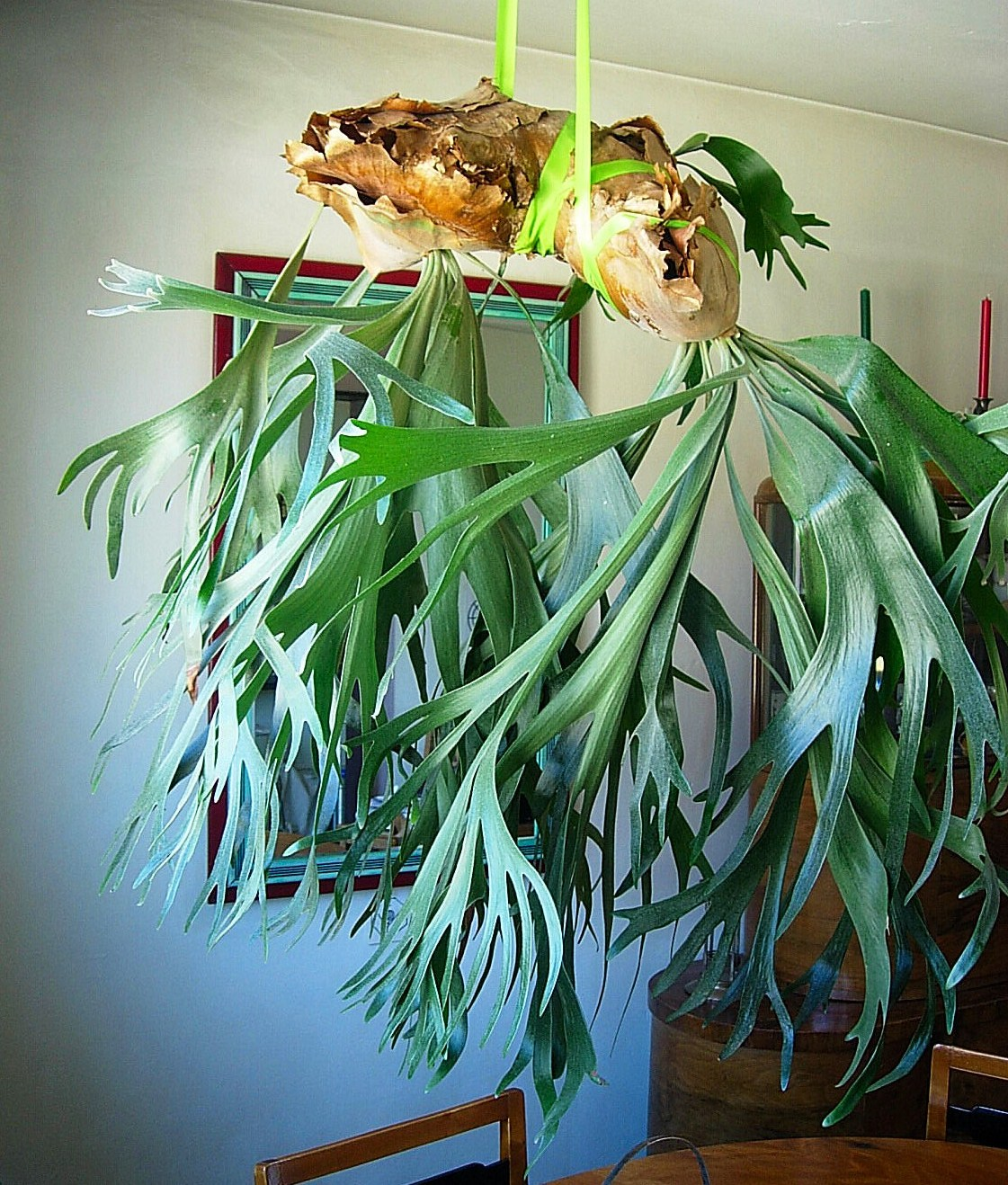
Платицериум

- Адиантум
- Анемия (папоротник)
- Блехнум
- Даваллия
- Дидимохлена
- Костенец (асплениум)
- Лигодиум
- Листовик
- Нефролепис
- Пеллея
- Платицериум
- Птерис
- Флебодиум
- Циртомиум

### Бромелиевые

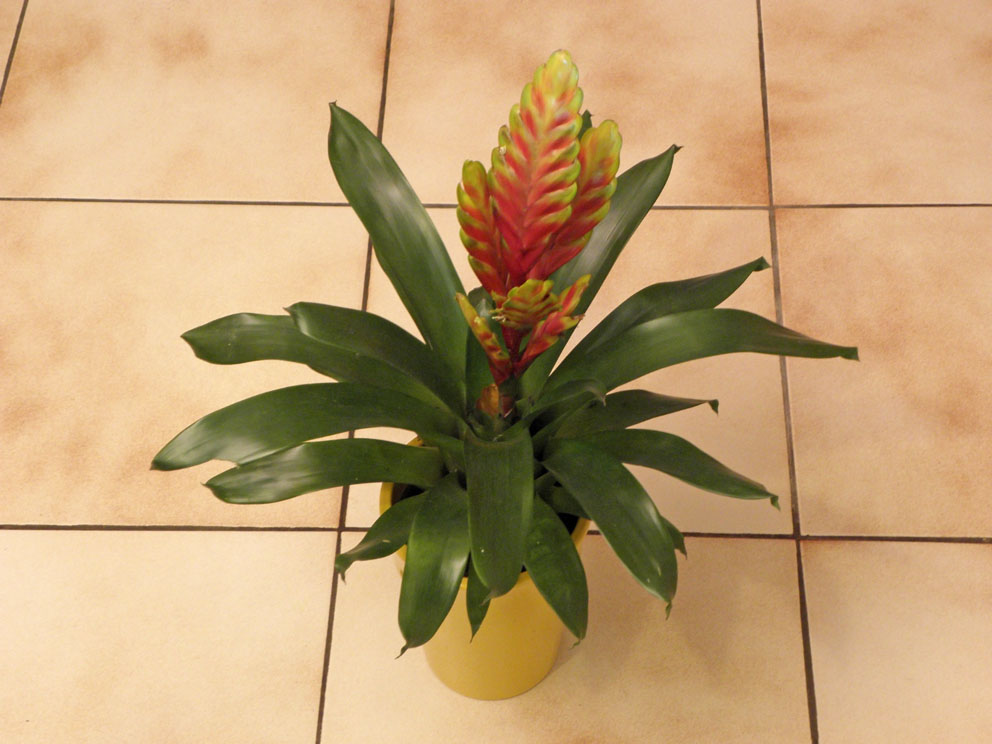
Фризея

- Ананас
- Бильбергия
- Фризея (Вриезия)
- Гехтия
- Гусмания
- Диккия
- Криптантус
- Неорегелия
- Нидуляриум
- Тилландсия
- Фасикулярия двуцветная
- Эхмея

### Пальмы
- Арека
- Брахея (Эритея)
- Бутия
- Вашингтония
- Гиофорба
- Кариота
- Кокос
- Латания
- Ливистона
- Ликуала
- Притчардия
- Рапис
- Трахикарпус
- Финик
- Хамедорея
- Хамеропс
- Ховея (Кентия)
- Хризалидокарпус
- Юбея

### Орхидеи

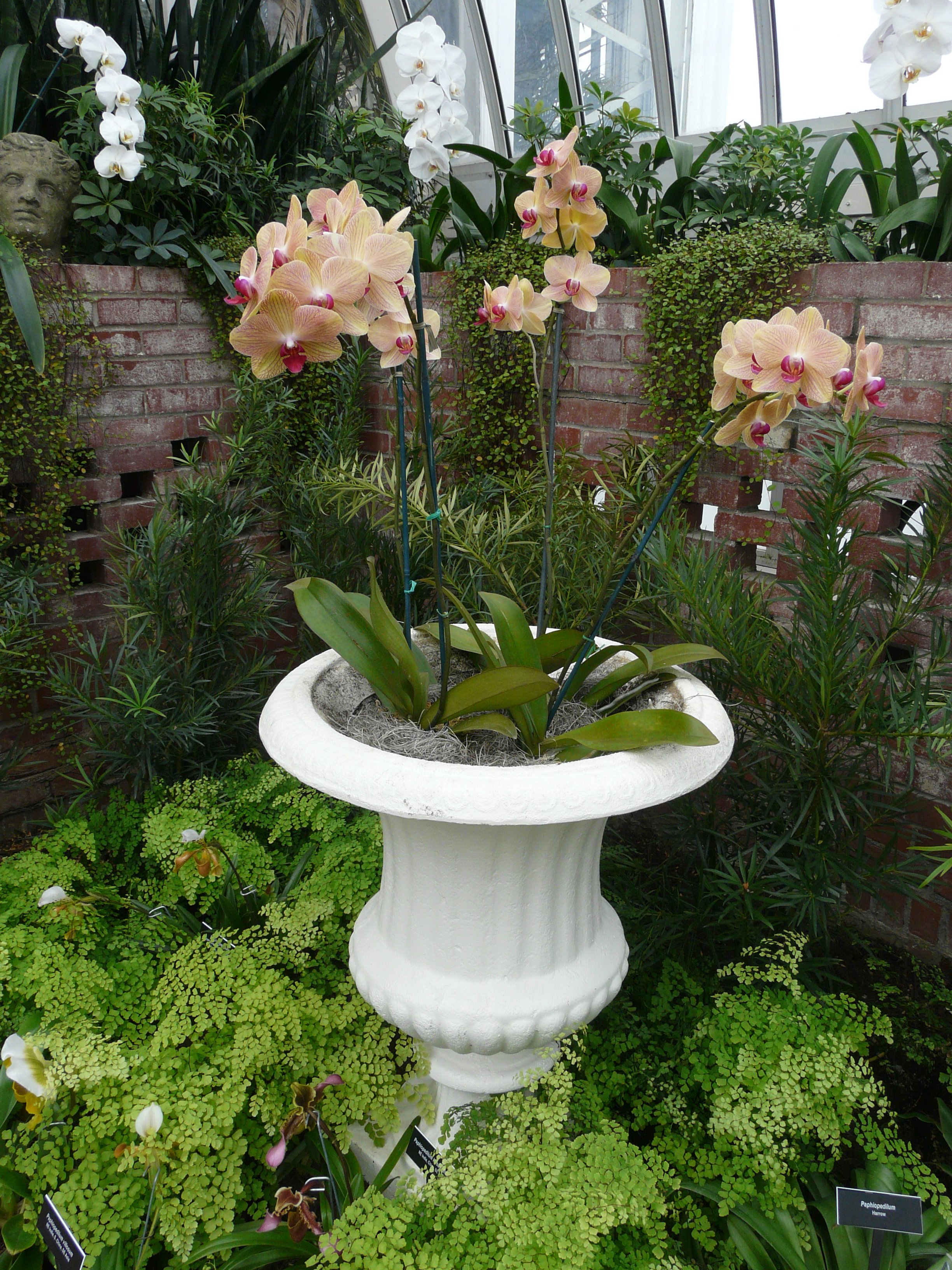
Гибридный фаленопсис

- Аскоценда
- Бифренария
- Брассавола
- Брассия
- Брассокаттлея
- Ванда
- Дендробиум
- Зигопеталюм
- Каттлея
- Лелия
- Ликасте
- Людизия (Гемария)
- Мильтония
- Одонтоглоссум
- Онцидиум
- Пафиопедилюм
- Плейоне
- Фаленопсис
- Целогина
- Цимбидиум

### Кактусы
- Астрофитум
- Апорокактус
- Гатиора
- Гимнокалициум
- Дизокактус
- Клейстокактус
- Корифанта
- Лейхтенбергия
- Лофофора
- Маммиллярия
- Мелокактус
- Опунция
- Ореоцереус
- Пародия
- Переския
- Пилозоцереус
- Ребуция
- Рипсалис
- Селеницереус
- Стенокактус
- Стетсония
- Телокактус
- Ферокактус
- Хагеоцереус
- Цереус
- Цефалоцереус
- Шлюмбергера
- Эпифиллум
- Эспостоа
- Эхинокактус
- Эхинопсис
- Эхиноцереус

### Другиесуккуленты

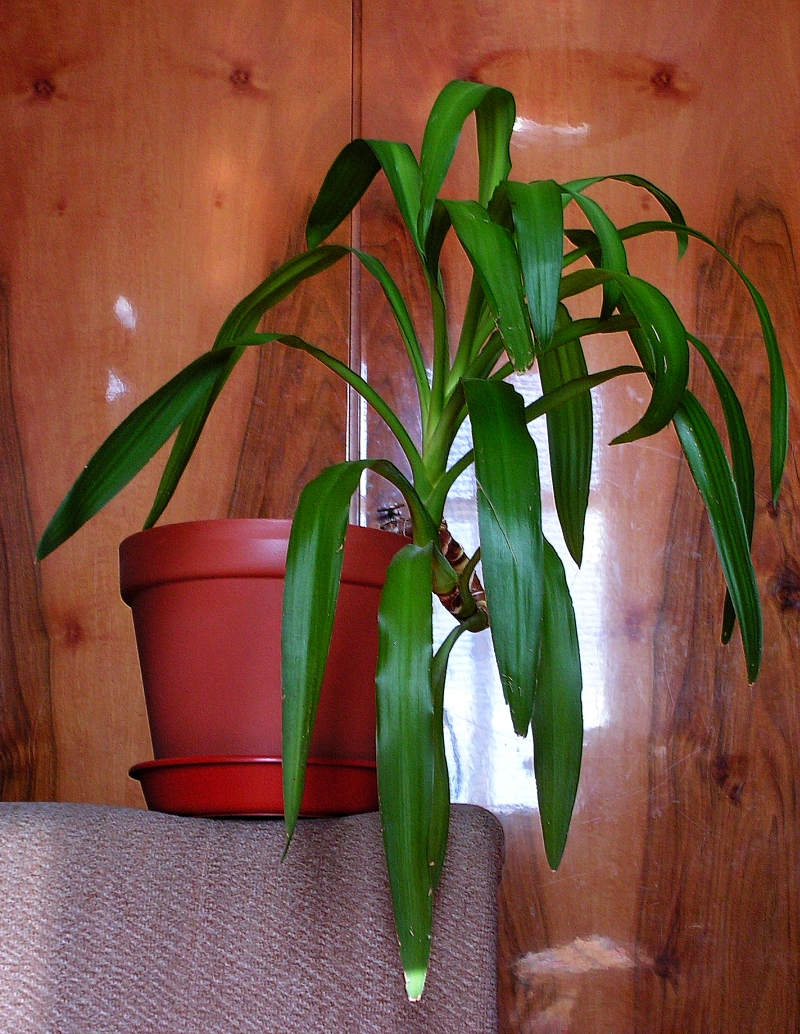
Юкка

- Адениум
- Алоэ
- Аргиродерма
- Брахихитон
- Гастерия
- Гуерния
- Каланхоэ
- Котиледон
- Крестовник
- Литопс
- Молочай
- Нолина
- Очиток
- Пахиподиум
- Пахифитум
- Портулакария
- Синадениум
- Стапелия
- Толстянка
- Фаукария
- Хавортия
- Церопегия
- Эониум
- Эхеверия
- Юкка
- Ятрофа

### Комнатные плодовые растения
- Гранат
- Кофейное дерево (кофе)
- Персея (Авокадо)
- Фейхоа, Акка (растение)
- Фикус карика (инжир)
- Цитрусовые культуры